# Tour de Kuban
El Tour de Kuban és una cursa ciclista d'un dia que es disputa al krai de Krasnodar, a Rússia. La primera edició data del 2015 ja formant part del calendari de l'UCI Europa Tour.

## Palmarès
| Any  | Vencedor           | Segon             | Tercer            |
| ---- | ------------------ | ----------------- | ----------------- |
| 2015 | Dmitri Samokhvalov | Anton Samokhvalov | Serguei Nikolàiev |